# キミン・キム

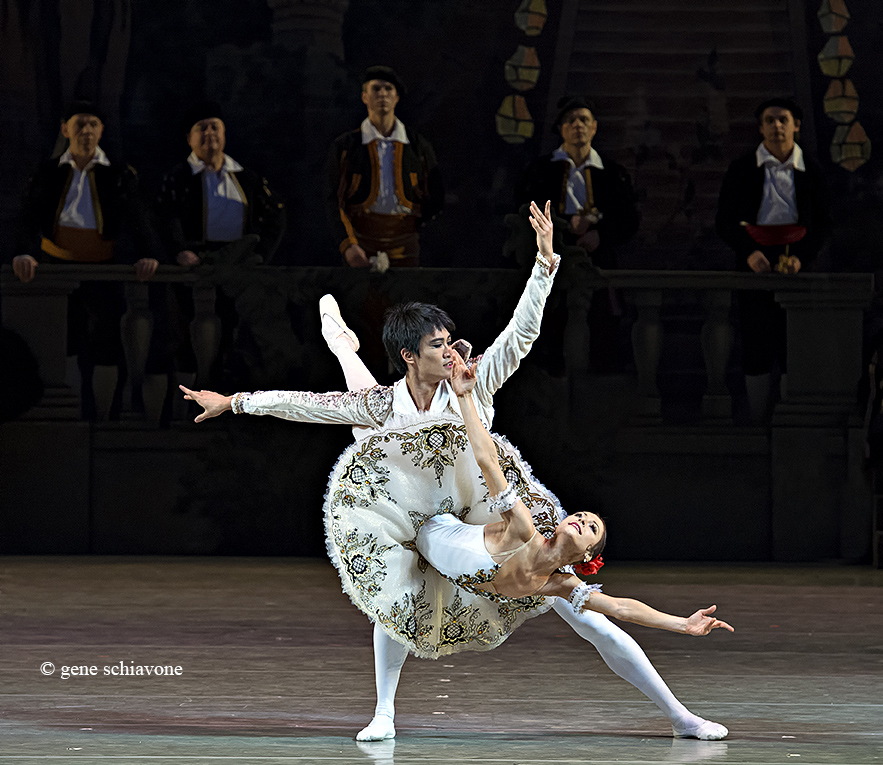
エレーナ・エフセーエワと『ドン・キホーテ』を踊るキミン・キム（2012年）

キミン・キム（김기민、ラテン翻字：Kimin Kim、1992年10月28日 - ）は、韓国出身のバレエダンサーである。 韓国芸術総合学校などでバレエを学び、在学中に半年間マリインスキー・バレエの研修生となった。2012年11月、外国人としては初めてのファースト・ソリストとしてマリインスキー・バレエに正式に入団した。2015年4月には、同バレエ団のプリンシパル・ダンサーに昇進している。バレエコンクールでの受賞歴は数多く、アメリカン・バレエ・シアターやパリ・オペラ座バレエ団への客演も果たしている。

## 経歴
ソウルの生まれ。バレエを学んだのは、韓国芸術総合学校などであった。
キミンの指導は、ウラジーミル・キムとマルガリータ・クリークが8年にわたって担当した。ウラジーミル・キムはサンクトペテルブルク出身の韓国系ロシア人で、かつてはマリインスキー・バレエの舞台で活躍したダンサーだった。ダンサーとしての現役を退いたのちに韓国へ渡り、キミンにロシア・バレエの基本を教え込んだ。その指導によって、キミンは高い舞踊の技巧を習得し、マリインスキー・バレエを始めとするロシア・バレエを愛するようになった。本人の言によれば、いつかマリインスキー・バレエで踊りたいと願って懸命な努力を重ねてきたという。
マリインスキー・バレエ芸術監督のユーリー・ファテーエフは、キミンやザンダー・パリッシュ（en:Xander Parish）を見い出し、マリインスキー・バレエに入団させたことで知られる。少年時代のキミンをファテーエフに紹介したのは、ウラジーミル・キムであった。ファテーエフは当時のキミンについて「17歳にして素晴らしいテクニックの潜在力があり、ジャンプも信じられないくらい軽やかでした。（中略）芸術性を磨いていったとき、彼からは感動的な表現力が生まれました」と評していた。
キミンは韓国芸術総合学校在学中の2011年、半年の間マリインスキー・バレエの研修生としてバレエの研鑽に努めた。
マリインスキー・バレエではヴィクトル・バラノフの指導を受けて、『海賊』のアリ役で舞台デビューを果たした。2012年11月には、外国人として初めてのファースト・ソリストとしてマリインスキー・バレエに正式に入団した。
2013年から、キミンの恩師ウラジーミル・キムがマリインスキー・バレエの指導者に加わった。キミンはこのことを喜んでいて「教師と教え子の関係はやはりすごく大事だと思います。ダンサーはひとりで成長するのではなく、素晴らしい教師と出会うことで、もっといい結果が生まれていくんです」と述べていた。2015年4月には、マリインスキー・バレエのプリンシパル・ダンサーに昇進した。
キミンの踊りの特質は、卓越した技術に支えられたスケールの大きさと端正な表現である。技術をいたずらに誇示することのない抑制のきいた踊りが、彼をマリインスキー・バレエのトップダンサーの地位に導いた。キミンはプリンシパル昇進についてファテーエフにはすごく感謝していると明かし、「以前はただ踊りたいという気持ちだけでしたが、いまは責任感がどんどん大きくなっています。（中略）踊りが大好きで、みなさんに喜んでいただきたいという気持ちはずっと変わりません」と決意を述べていた。
マリインスキー・バレエでの主なレパートリーは『ジゼル』、『白鳥の湖』、『ドン・キホーテ』、『くるみ割り人形』の主役、『ラ・バヤデール』のソロルと金の仏像などのクラシック・バレエ諸作品の他にジョージ・バランシン振付『ジュエルズ』のルビー、『シンフォニー・イン・C』、『チャイコフスキー・パ・ド・ドゥ』、ユーリー・グリゴローヴィチ振付『愛の伝説』のフェルハド、フレデリック・アシュトン振付『シルヴィア』のアミンタなどがある。2015年にはアメリカン・バレエ・シアターとパリ・オペラ座バレエ団に招聘されて、『ラ・バヤデール』で主演を果たした。

## 人物
キミンはマリインスキー・バレエ入団後初の国外公演が日本だったため、日本を「私にとって特別な場所」とインタビューで述べていた。『NARUTO -ナルト-』や『ONE PIECE』など日本製のアニメーションが好きで、「日本語も勉強したいし、日本でもっと踊りたい」とも語っていた。
マリインスキー・バレエにイギリス人として初めて入団したザンダー・パリッシュとは、良好な人間関係を築いている。パリッシュはキミンについて「人間的にも素晴らしい人。ユーモア・センス抜群でいつも笑わせてくれる」と評していた。

## 主なコンクールの結果
| 年   | 大会                                       | 場所                           | 結果                 |
| ---- | ------------------------------------------ | ------------------------------ | -------------------- |
| 2008 | ローマ国際バレエコンクール                 | ローマ（イタリア）             | 1位                  |
| 2009 | モスクワ国際バレエコンクール               | モスクワ（ロシア）             | 2位                  |
| 2009 | ソウル国際バレエコンクール                 | ソウル（韓国）                 | 1位                  |
| 2010 | ヴァルナ国際バレエコンクール               | ヴァルナ（ブルガリア）         | 1位 （ジュニア部門） |
| 2012 | ペルミ国際バレエコンクール「アラベスク」   | ペルミ（ロシア）               | グランプリ           |
| 2012 | ユース・アメリカ・グランプリ国際コンクール | ニューヨーク（アメリカ合衆国） | グランプリ           |